# Галактика Барнарда
Галактика Барнарда (відома також як NGC 6822, IC 4895) — неправильна (неправильного, несиметричного типу) карликова галактика в сузір'ї Стрільця. Відкрита 17 серпня 1884 Барнардом Едвардом за допомогою 125 мм телескопа-рефрактора. Є частиною місцевої групи. Одна з найближчих галактик — перебуває на відстані 1,63 ± 0,03 млн св.р. (500 ± 10) кпк.